# Marika Lhoumeau
Marika Lhoumeau est une actrice, écrivaine, dramaturge et metteuse en scène canadienne.  

## Biographie
Marika Lhoumeau est diplômée du programme d’interprétation du Cégep de Saint-Hyacinthe en 1990, ainsi que du programme écriture de long métrage, profil scénariste du Centre de formation professionnel L'inis (2012-2013). 
Comédienne depuis une vingtaine d'années, elle est notamment connue pour sa participation à divers films canadiens tels que Que Dieu bénisse l'Amérique, Continental, un film sans fusil et Romaine par moins 30. Depuis 2001, Marika Lhoumeau travaille dans le domaine du doublage québécois, la narration, ainsi que la surimpression vocale. Elle est aussi connue pour ces doublages d'actrices anglophones dont Jennifer Connelly, Eva Green, Debra Messing, Kate Bosworth ou encore Naomi Watts. 
En tant qu’autrice, elle participe en 2017 à l’écriture du recueil collectif Larguer les amours (éditions Tête première). Le recueil présente une série de variations sur le thème de la rupture amoureuse. Son écriture rejoint celle de vingt autres femmes dont Madeleine Allard, Nadine Bismuth, Émilie Dubreuil, Louise Dupré, Marie-Sissi Labrèche et Lisa Leblanc. Elle réalise son premier scénario de court métrage dans le cadre du programme « Pour faire une histoire courte » du Regroupement pour la formation en audiovisuel du Québec (RFAVQ).

## Filmographie

### Télévision
- 2019 : Épidémie : Caroline
- 2018 : Les bogues de la vie : Nathasha
- 2016 : L'Imposteur : agente de libération conditionnelle
- 2014 : 30 vies : Catherine
- 2010 : Toute la vérité : Marie
- 2007 : États humains : Mylène
- 2006 : Tout sur moi : Josée
- 2005 : Cover Girl : Lucie
- 2004 : L'été c'est pêché : chroniqueuse en paresse
- 2004 : Les Bougon : scout Monique
- 2004 : La Soirée des masques : Maureen
- 2003 : Cauchemar d'amour : Rachel
- 2002 : Tabou II : couturière du Lac St-Jean

### Cinéma
- 2017 : Sang papier : agent Charbonneau
- 2015 : Incoming Call (court-métrage) : Lucie
- 2015 : Une journée ordinaire (court-métrage)
- 2014 : Prends-moi (court-métrage) : infirmière
- 2013 : Give me a damn (court-métrage) : la Femme
- 209 : La Fille de Montréal de Jeanne Crépeau : Louise
- 2008 : Romaine par moins 30 de Agnès Obadia : agent Dallaire
- 2006 : Continental, un film sans fusil de Stéphane Lafleur : Mireille
- 2005 : Que Dieu bénisse l'Amérique de Robert Morin : Johanne Labossière
- 2003 : Kama Zootra (court métrage) : Martine

## Doublage
La liste indique les titres québécois

### Cinéma

#### Longs métrages
- Jennifer Connelly dans :
  - Eau trouble (2005) : Dahlia Williams
  - Le Diamant de sang (2006) : Maddy Bowen
  - Les Enfants de chœur (2007) : Kathy Adamson
  - Au bout de la route (2007) : Grace Learner
  - Laisse tomber, il te mérite pas (2009) : Janine
  - Le Dilemme (2011) : Beth
  - Conte d'hiver (2014) : Virginia
  - Noé (2014) : Naameh, la femme de Noé
  - Seuls les braves (2017) : Amanda Marsh
  - Alita : L'Ange conquérant (2019) : Chiren
  - Top Gun : Maverick (2022) : Penny Benjamin

- Debra Messing dans :
  - Voici Polly (2004) : Lisa Kramer
  - Un homme à tout prix (2005) : Kat Ellis
  - Femmes (2008) : Edie Cohen
  - Noël en famille (2008) : Sarah Rodriguez
  - Recherche (2018) : détective Rosemary Vick

- Alice Braga dans :
  - Je suis une légende (2007) : Anna
  - L'Aveuglement (2008) : la femme prostituée aux lunettes noires
  - Les Repreneurs (2010) : Beth
  - Le Rite (2011) : Angeline
  - Les Nouveaux Mutants (2020) : Dr Cecilia Reyes

- Jane Adams dans :
  - L'Épreuve du courage (2007) : Nicole
  - Thérapie pour mon psy (2008) : Eleanor
  - Poltergeist (2015) : Dr Brooke Powell
  - Chien (2022) : Tamara

- Amy Poehler dans :
  - Maman porteuse (2008) : Angie Ostrowiski
  - Des Vacances de Printemps d'Enfer (2009) : Gayle
  - Es-tu là ? (2013) : Terri Baker
  - La Maison (2017) : Kate Johansen

- Eva Green dans :
  - 300 : La Naissance d'un empire (2014) : Artémise Ire
  - Sin City : J'ai tué pour elle (2014) : Ava Lord
  - Miss Peregrine et les Enfants particuliers (2016) : Miss Alma LeFay Peregrine
  - Dumbo (2019) : Collette Marchant

- Kate Bosworth dans :
  - Las Vegas 21 (2008) : Jill Taylor
  - Les Chiens de pailles (2011) : Amy Sumner
  - Protection (2013) : Cassie Bodine Klum

- Marianne Jean-Baptiste dans :
  - Preneurs (2010) : Naomi Cozier
  - RoboCop (2014) : Karen Dean
  - Le Père Noël doit mourir (2020) : Ruth

- Carrie Coon dans :
  - Les Apparences (2014) : Margo "Go" Dunne
  - Veuves (2018) : Amanda Nunn
  - Leur nid (2020) : Allison O'Hara

- Vivica A. Fox dans :
  - Tuer Bill : Volume 1 (2003) : Vernita Green, alias Copperhead
  - Tuer Bill : Volume 2 (2004) : Vernita Green, alias Copperhead

- Laura Harring dans :
  - Willard (2003) : Catheryn
  - Nancy Drew (2007) : Dehlia Draycott

- Natalie Mendoza dans :
  - La Descente (2005) : Juno « June » Kaplan
  - La Descente 2 (2009) : Juno « June » Kaplan

- Bahar Soomekh dans :
  - Décédence III (2006) : Lynn Denlon
  - Décadence IV (2007) : Lynn Denlon

- Maura Tierney dans :
  - Au gré des marées (2006) : Gina
  - Un garçon magnifique (2018) : Karen Barbour

- Amy Sedaris dans :
  - Des anges dans la neige (2007) : Barb Petite
  - Chef (2014) : Jen

- Caroline Brazier dans :
  - Féroce (2007) : Mary Ellen
  - Opération Blacklight (2022) : Sarah

- Krista Allen dans :
  - La destination ultime (2009) : Samantha Lane
  - Silence venimeux (2009) : Dr Andrea Swanson

- Anne-Marie Duff dans :
  - Il était une fois John (2009) : Julia Lennon
  - Les Suffragettes (2015) : Violet Miller

- Emily Hampshire dans :
  - Le Trotsky (2010) : Alexandra Leith
  - Notre-Dame-de-Grâce (2010) : Louise

- Naomi Watts dans :
  - St. Vincent (2014) : Daka Paramova
  - Démolition (2015) : Karen Moreno

- Katie Aselton dans :
  - Le Cadeau (2015) : Joan
  - Figures paternelles (2017) : Sarah O’Callaghan

- 2001 : Novocaïne sur les dents : Susan Ivey (Helena Bonham Carter)
- 2001 : Un week-end à Gosford Park : Mabel Nesbitt (Claudie Blakley)
- 2001 : Régina ! : Cynthia (Margrét Helga Johannsdottir)
- 2002 : Narco : Audrey Tellis (Krista Bridges)
- 2003 : Retour à Cold Mountain : Sara (Natalie Portman)
- 2003 : Darkness Falls : La ville des ténèbres : Infirmière Lauren (Kestie Morassi)
- 2003 : Le Défi : J.J. (Diana Carreno)
- 2004 : Trouve ta voix : Denise Gilmore (Dana Davis)
- 2004 : Parfum de lavande : Olga (Natascha McElhone)
- 2004 : Le Dernier Trappeur : May Loo (elle-même)
- 2004 : L'Appartement : Lisa (Diane Kruger)
- 2005 : Le Guide galactique : Questular Rontok (Anna Chancellor)
- 2005 : Un long week-end : Ellen (Cobie Smulders)
- 2005 : Pierrepoint: Le Dernier Bourreau : Annie Pierrepoint (Juliet Stevenson)
- 2006 : Une nuit au musée : Erica Daley (Kim Raver)
- 2006 : Noël Noir : Kelli Presley (Katie Cassidy)
- 2006 : De feu et de sang : Precious Chamusso (Bonnie Henna)
- 2006 : Dans la mire du pouvoir : une journaliste (Leigh Zimmerman (en))
- 2006 : Meilleurs que les Stein : Joanne Fiedler (Jami Gertz)
- 2006 : Karla : Tina McCarthy (Kristen Swieconek)
- 2006 : Le Femme inconnue : Irena (Ksenia Rappoport)
- 2007 : L'Amour aux temps du choléra : Escolástica (Alicia Borrachero)
- 2007 : Bratz, le film : Avery (Anneliese Van der Pol)
- 2007 : Je sais qui m'a tuée : Marnie Toland (Paula Marshall)
- 2007 : Sang et chocolat : Astrid (Katja Riemann)
- 2007 : Dan face à la vie : Dr Ruthie Draper (Emily Blunt)
- 2007 : Elizabeth : L'Âge d'or : Annette (Susan Lynch)
- 2007 : Le Chien de la caserne : Capitaine Jessie Presley (Claudette Mink)
- 2007 : Le Porte-Bonheur : Lara (Kari-Ann Wood)
- 2008 : Australie : Daisy (Ursula Yovich)
- 2008 : Drillbit Taylor, garde du corps : Barbara (Beth Littleford)
- 2008 : La Bunny du campus : Cassandra (Monet Mazur)
- 2008 : Chacun son combat : Margot Tyler (Leslie Hope)
- 2008 : High School Musical 3 : La Dernière Année : Martha Cox (Kaycee Stroh)
- 2008 : The Onion Movie : Lisa la voleuse (Savannah Haske)
- 2008 : Film catastrophe : Lisa (Kim Kardashian)
- 2008 : Le Temps d'un ouragan : Dot (Becky Ann Baker)
- 2008 : Histoires enchantées : Donna Hynde (Aisha Tyler)
- 2008 : AmericanEast : la réalisatrice (Constance Zimmer)
- 2009 : Rage Meurtrière 3 : Ann Sulivan (Shawnee Smith)
- 2009 : Monde infernal : La révolte des Lycan : Sonja (Rhona Mitra)
- 2009 : Les Gardiens : Laurie Jupiter / le Spectre soyeux II (Malin Åkerman)
- 2009 : Les ruines de ma vie : Georgia (Nia Vardalos)
- 2009 : Le fusilier marin 2 : Cynthia (Kelly B. Jones)
- 2009 : B-Girl, Hip-hop dans la peau : Gabby (Missy Yager)
- 2010 : Macheté : une journaliste (Ara Celi)
- 2010 : Le Réseau social : Marilyn Delpy (Rashida Jones)
- 2010 : Prends mon âme : May Hellerman (Jessica Hecht)
- 2010 : Tout pour elle : détective Collero (Aisha Hinds)
- 2010 : Lettres à Juliette : Maria (Milena Vukotic)
- 2010 : Six : Diane Robinson (Patricia McKenzie)
- 2011 : Margaret : Monica Patterson (Allison Janney)
- 2012 : La fosse aux lions : Sophia (Saffron Burrows)
- 2012 : L'Exilée : Ashley (Abbie Cornish)
- 2013 : Effets secondaires : l'avocate d'Emily (Sheila Tapia)
- 2013 : La Malédiction de Chucky : Barbara (Danielle Bisutti)
- 2013 : Maison-Blanche en péril : Jenna Bydwell (Jackie Geary)
- 2013 : Les Rois de l'été : Mme Keenan (Megan Mullally)
- 2013 : Gérontophilie : Baptiste (Yardly Kavanagh)
- 2014 : La Purge : Anarchie : Tanya (Justina Machado)
- 2014 : Get on Up : Deidre « Dee-Dee » Jenkins (Jill Scott)
- 2015 : La Dernière Chasse aux sorcières : Nik (Dawn Olivieri)
- 2015 : Haute Couture : Una Pleasance (Sacha Horler)
- 2016 : Un hologramme pour le roi : Hanne (Sidse Babett Knudsen)
- 2016 : Le Bébé de Bridget Jones : Jude (Shirley Henderson)
- 2016 : Le jeune messie : Myriam (Agni Scott)
- 2017 : Le livre d'Henry : Sheila (Sarah Silverman)
- 2017 : Star Wars, épisode VIII : Les Derniers Jedi : commandant Larma D'Acy (Amanda Lawrence)
- 2018 : Slender Man : la mère de Hallie et Lizzie (Jessica Blank)
- 2018 : Soirée de jeux : Sarah (Sharon Horgan)
- 2018 : Stan et Ollie : Ida Kitaeva Laurel (Nina Arianda)
- 2018 : Deuxième Acte : Joan (Leah Remini)
- 2018 : Petite Italie : Sergent Strickland (Geri Hall)
- 2019 : Pokémon : Détective Pikachu : Mewtwo (Rina Hoshino) (voix)
- 2019 : Un bon coup : Maggie Millikin (June Diane Raphael)
- 2019 : Hellboy : Lady Hatton (Sophie Okonedo)
- 2019 : Luce : Rosemary Wilson (Marsha Stephanie Blake)
- 2019 : Spider-Man : Loin des siens : E.D.I.T.H. (Dawn Michelle King) (voix)
- 2020 : Supernova : Lilly (Pippa Haywood) et Sue (Sarah Woodward)
- 2020 : Herself : Jo (Cathy Belton)
- 2020 : La galerie des cœurs brisés : Randy (Megan Ferguson)
- 2020 : Amis et ennemis : Claire (Chelsea Peretti)
- 2020 : Birds of Prey : Renee Montoya (Rosie Perez)
- 2021 : Black Widow : Melina Vostokoff (Rachel Weisz)
- 2021 : The Education of Fredrick Fitzell : Mrs. Fitzell (Liisa Repo-Martell)
- 2021 : Malfaisant : lieutenant Regina Moss (Michole Briana White (en))
- 2022 : Elvis : Gladys Presley (Helen Thomson)
- 2022 : Pearl : Ruth (Tandi Wright)

#### Films d'animation
- 2010 : Scooby-Doo! Abracadabra : Crystal
- 2011 : Le Chat potté : Jill
- 2013 : Turbo : Paz
- 2013 : Mission dindons : Jenny
- 2014 : Le Film Lego : Wonder Woman
- 2014 : Le Livre de la Vie : La Muerte
- 2015 : Le Bon Dinosaure : Maman
- 2015 : Alpha et Oméga: Les Vacances en famille : Julia
- 2016 : Comme des bêtes : Chloé
- 2017 : Les Schtroumpfs : Le Village perdu : le Schtroumpf Tornade
- 2017 : Émoji le film : Smiler
- 2017 : Ferdinand : Lupe
- 2017 : L'Étoile de Noël : Edith
- 2019 : Le Film Lego 2 : Wonder Woman
- 2019 : Comme des bêtes 2 : Chloé
- 2021 : Chantez! 2 : Suki
- 2022 : ‘’DC Krypto Super-Chien’’ : Wonder Woman

### Télévision

#### Téléfilms
- Ellie Harvie dans :
  - Le Quatuor (2007) : Peggy Spencer
  - Aurora Teagarden (depuis 2015) : Lillian Tibbett (dans 16 téléfilms)

- Brenda Crichlow dans :
  - Enquêtes gourmandes: meurtre au menu (2015) : Erica
  - Enquêtes gourmandes : Mort al dente (2017) : Erica
  - Enquêtes gourmandes : Festin mortel (2017) : Nolan
  - Vivement Noël (2020) : Winona

- Emma Campbell dans :
  - La Candidate idéale (2013) : détective Riordan
  - Cœur gourmand (2021) : Sonja Goldberg

- 2005 :  Vivre avec l'ennemi : Cristina Campbell (Angela Galuppo)
- 2007 : Confiance aveugle : Diane Summers (Cindy Sampson)
- 2007 : Danielle Steel: À bon port : Ophélia (Melissa Gilbert)
- 2007 : Au bord du gouffre : Glenda (Kelly Anne Patterson)
- 2009 : Scooby-Doo : L'Origine du mystère : Véra Dinkley (Hayley Kiyoko)
- 2016 : Le Noël catastrophique de Hank Zipzer : Rosa (Juliet Cowan)
- 2016 : Terreur virtuelle : Darby (Tara Spencer-Nairn)
- 2016 : Une idylle d'automne : Susan Jones (Lucia Walters)
- 2017 : Une rose pour Noël : Emily (Venus Terzo)
- 2017 : FANatique : Tess Daniels/Galanica (Betsy Brandt)
- 2018 : La Reine du bal : Joanne Harvey (Anana Rydvald)
- 2019 : La sororité : Desiree Holt (Lisa Berry)
- 2020 : Maisons de verre : Anna Dawson (Zoie Palmer)
- 2021 : Mes fiancés de Noël : Alice (Shannon McDonough)

#### Séries télévisées
- 1996-2000 : Haute Finance : Faith Colero (Pamela Sinha)
- 1996-2001 : Au gré du vent : Toppy Bailey (Robin Craig) (2ème voix)
- 2003-2004 : Franchement bizarre : Fenella Day (Lucinda Davis)
- 2004-2006 : Le Merveilleux Monde d'Alice : Nancy Dao (Siu Ta)
- 2005-2008 : Ma vie de star : Patsy Sewer (Zoie Palmer)
- 2006 : Charlie Jade : Reena (Patricia McKenzie)
- 2007 : Whistler : Lisa (Kandyse McClure)
- 2008-2010 : Le Body Language : Luz (Veronika London)
- 2011 : La Légende de Camelot : Morgane (Eva Green)
- 2012 : Les Piliers de la Terre : Ellen (Natalia Wörner)
- 2013 : Médecins de combat : Christine Ezrin (Elena Silina)
- 2013 : Un monde sans fin : Rose (Diana Kent (en))
- 2013 : Finies les parades : Edith Duchemin (Anne-Marie Duff)
- 2014-2016 : Morsure : shérif Karen Morgan (Fiona Highet)
- 2014-2016 : Hank Zipzer : Rosa (Juliet Cowan)
- 2016-2018 : Tracey Ullman's Show : divers rôles (Elizabeth Berrington)
- 2018 : Les Foster : Sonia Rivera (Justina Machado)
- 2019 : Détective Kate Jameson : Rita Gallo (Venus Terzo)
- 2019-2020 : Diggstown : Velma Diggs (Arlene Duncan)
- 2020 : Ensemble debout : Lydia Thomas (Josette Simon)
- depuis 2020 : Transplanté : Claire Malone (Torri Higginson)

#### Séries télévisées d'animation
- 2002-2003 : Les filles, les garçons : Talia
- 2005-2008 : Classe des Titans : Tessia
- 2004-2009 : Corner Gas: la série animée : Wanda Dollard
- 2006-2012 : Jim l'astronaute : Skye
- 2007-2008 : Bakugan Battle Brawlers : Elphin
- 2007-2008 : L'Île des défis extrêmes : Beth / Bridgette
- 2007-2011 : Les Super Mécanimaux : Petite chouette de l'île
- 2008-2009 : Rick et Steve : Condie Ling
- 2008-2009 : Le monde selon Zack : Ida / Lila
- 2009-2010 : Défis extrêmes : Action ! : Beth / Bridgette
- 2009-2012 : Jimmy l'Intrépide : Héloïse
- 2010-2011 : Défis extrêmes : La Tournée mondiale : Bridgette
- 2011-2013 : Dans l'canyon : Frida
- depuis 2011 : Les Frères Kratt : Donita Donata
- depuis 2015 : Kate et Mim-Mim : Lily
- 2016 : Défis extrêmes : L'Absurdicourse : Karine
- 2016 : Ranger Rob : Maman
- depuis 2019 : Garderie extrême : Beth / Bridgette
- depuis 2023 : L'Île des défis extrêmes (2023) : Marie-Karine/MK

## Théâtre
Comédienne
- 2017 : Larguer les amours, lectrice. M.E.S.: Marika Lhoumeau / Prod.: Festival International de littérature
- 2017 : Peut contenir des traces d’ego, Sylvie. M.E.S.: Collectif / Prod.: Les Belles
- 2013-2015 : Rose au cœur violet, lectrice. M.E.S.: Christine Germain / Prod.: Festival International de littérature
- 2012 : Bug, R.C. M.E.S.: Denis Bernard / Prod.: Théâtre La Licorne
- 2012 : Opéra de quat'sous, plusieurs personnages. M.E.S.: Brigitte Haentjens / Prod.: Sibyllines
- 2010 : Chante avec moi, Nicole. M.E.S.: Olivier Choinière / Prod.: L’Activité
- 2010 : Porc-épic, Cassandre. M.E.S.: Patrice Dubois / Prod.: Théâtre PàP[4]
- 2009 : Tentatives, Marie. M.E.S.: Jérémie Niel / Prod.: Pétrus
- 2008 : Cabaret insupportable, Hélène Lambert. M.E.S.: Michel Monty, Brigitte Poupart / Prod.: Transthéâtre
- 2007 : Théâtre catastrophe, Marika. M.E.S.: Catherine Vidal / Prod.: Nouveau Théâtre Expérimental
- 2007 : Le Pleureur désigné, Judy. M.E.S.: Stacey Christodoulou / Prod.: The Other Theatre
- 2007 : La Forme des choses, Evelyn. M.E.S.: Frédéric Dubois / Prod.: Théâtre des Fonds de Tiroirs
- 2005 : Les Bonnes, Solange. M.E.S.: Jacques Rossi, Marianne et fils[5]
- 2004 : Les Mains, Madame Paula. M.E.S.: Éric Jean / Prod.: Théâtre de Quat’sous
- 2004 :Variations sur un temps, Amy. M.E.S.: Pierre Bernard, Frédéric Blanchette / Prod.: Juste pour Rire
- 2000 : Ce soir on improvise, Néné. M.E.S.: Jean-Stéphane Roy / Prod.: Groupe Audubon
- 1999-2001 : Les Zurbains, Camille. M.E.S.: Benoît Vermeulen / Prod.: Théâtre le clou
- 1999-2001 : Brèves de comptoir, Maryse. M.E.S.: Claude Poissant / Prod.: Théâtre du Nouveau Monde

Mise en scène
- 2017-2018 : Larguer les amours. Festival International de Littérature (FIL)
- 2017 : Peut contenir des traces d’ego. Prod.: Les Belles

## Écriture
Pour le cinéma
- 2016 : La Respiration de l’abeille (court-métrage), Réalisation : Sandra Coppola
- 2016 : La Maison de Yara (court-métrage), Réalisation : Émilie Baillargeon
  - Prix de la relève RIDM 2016
  - Prix de la diversité, Festival Traces de Vie (Clermont-Ferrand) 2016
- 2015 : Incoming Call (court-métrage), Réalisation : Sandra Coppola
  - Deuxième Prix, 24 Hour Film Race 2015
- 2015 : Une journée ordinaire (court-métrage) Réalisation : Anaïs Barbeau-Lavalette
- 2015 : Love me Tinder (court-métrage), Réalisation : Charles Massicotte
  - Prix Coup de cœur Bell Média de Super Écran 2015

Pour le théâtre
- 2017 : Peut contenir des traces d’ego

- 2017 : Recueil Larguer les amours, Anne a un amant / Éditions Tête Première (recueil collectif)

- 2017 :Vies de Vian / Cahier d’automne 2017 du Théâtre Denise-Pelletier (recueil collectif)

## Prix et distinctions
- 2015 : Récipiendaire du Prix 24 Hour Film Race, New-York / Meilleure actrice / Incoming Call